# Ndiyo
Ndiyo es un proyecto basado en Cambridge, Reino Unido, que apunta promover la computación basada en red (network computing) es decir "simple, económica, abierta". Según el sitio web del proyecto, Ndiyo es la palabra del idioma suajili para "sí". El proyecto Ndiyo está desarrollando un cliente ultraliviano llamado nivo (network in, video out), (entrada de red, salida de video), basado en la distribución Ubuntu de Linux de otros software de fuente abierta para uso especialmente en los países en desarrollo. Los datos enviados a los clientes sobre la red son datos de pixel, usando el mismo acercamiento que el Virtual Network Computing (VNC). Ndiyos es un proyecto sin ánimos de lucro.
El proyecto trabaja en la base de múltiples estaciones de trabajo corriendo desde una sola unidad. Quentin Stafford-Fraser, fundador de la organización, dijo a The Economist: "Podemos hacer la computación más económica por medio de compartirla". El sistema permite que un PC básico corriendo Linux sea compartido por muchos usuarios.
Básicamente, el nivo de Ndiyo, y el cliente ligero Sun Ray de despliegue virtual de Sun Microsystems, están compartiendo un concepto similar.